# Arany Lajos
Arany Lajos (Putnok, 1958. december 12. –) magyar újságíró, szerkesztő, anyanyelvi lektor, tanár.

## Életpályája
1983-ban végzett a Kossuth Lajos Tudományegyetem Bölcsészettudományi Karán magyar nyelv és irodalom szakos középiskolai tanárként; a 19. századi magyar irodalomból speciális szakképzésben részesült.
Publikációs, újságírói tevékenysége 1981-ben indult: kezdetben a debreceni Egyetemi Élet c. lap, majd a Hajdú-bihari Napló részére írt recenziókat, portrékat. Publikált a nyolcvanas évekbeli Debrecen c. hetilapban, ott irodalmi rovatot szerkesztett, dolgozott más sajtóorgánumoknak, köztük a Napjaink és az Új Hegyvidék c. folyóiratnak, a Hajdú-Bihari Napló szerkesztőségében másfél évtizeden át (1986–2000) belső munkatársi feladatokat is ellátott. 1990-ben olvasószerkesztőként részt vett a Debreceni Krónika c. napilap alapításában. 1992-ben a Világító Ceruza c. közoktatási lap szerkesztője volt.
A 2012-ben indult, 2019-ig megjelent Stádium című, Pozsgay Imre által alapított országos társadalmi és kulturális folyóirat anyanyelvi lektori, olvasószerkesztői feladatait vállalta.
2012 óta a Reformátusok Lapja munkatársa: anyanyelvi rovatának állandó szerzője, 2018-tól az orgánum anyanyelvi lektora, később a Reformatus.hu, majd a Reformátusok Lapja online olvasószerkesztője.
2018-tól a Debreceni Médiaakadémia tanára volt, annak megszűnéséig (2023).
Pályája kezdete óta ezres nagyságrendben publikált újságcikkeket, számos esszét, tanulmányt is írt. Ezek között eddig mintegy háromszáz anyanyelvápoló írása jelent meg (Reformátusok Lapja hetilap, Debreceni Disputa, Mediárium, Stádium, Szókimondó c. folyóiratok). Száznál több nyelvi cikke a világhálón is olvasható: https://epa.oszk.hu/02300/02342, www.polgarportal.hu, a www.dehir.hu, a www.diszpolgar.hu, www.2022plusz.hu, https://civilek.info/, Reformátusok Lapja.
A Protestáns Újságírók Szövetségének és az Anyanyelvápolók Szövetségének tagja.
1986-ban született lánya, Arany Eszter (angol-néprajz szakon diplomázott a Debreceni Egyetemen).
Tanári pályáját a KLTE Gyakorlógimnáziumában kezdte, a diplomázás évében. Később is tanított az egyetemi intézményrendszerben: a Debreceni Egyetem Balásházy János Gyakorló Technikuma, Gimnáziuma és Kollégiumában oktatói, illetve vezetőtanári feladatokat látott el; a Debreceni Egyetem kommunikáció- és médiatudomány szakán 2007-től óraadó tanári feladatokat vállalt.
1993-ben kezdett a református iskolarendszerben, majd médiában is dolgozni: a kommunikáció szak alapítása óta, annak kifutásáig, 2015-ig vett részt a médiaszakemberek képzésében, a volt Kölcsey Ferenc Református Tanítóképző Főiskolán, majd 2011-től, miután a főiskola integrálódott a Debreceni Református Hittudományi Egyetembe (DRHE), az egyetemen. Előbb óraadó volt a főiskola kommunikáció- és médiatudomány szakán, 2001 és 2005 között Debreceni Református Kollégium Dóczy Gimnáziumában tanított, s ott igazgatóhelyettesként is tevékenykedett; 2005 szeptemberétől főállásúként a főiskolán, 2011-től az egyetemen dolgozott: a DRHE Kommunikáció- és Társadalomtudományi Intézetének munkatársaként, két médiaműhely – a Debreceni Főnix c. református ifjúsági lap (2001–2014) és a Lícium Médiaportál főszerkesztőjeként (2007–2015). A portált főszerkesztése alatt 2007-ben az Év Honlapja Különdíjával, majd az Év Campus Honlapja 2012 különdíjával tüntették ki. A főiskola, majd a hittudományi egyetem kommunikáció- és médiatudomány szakán sajtóműfaj-elméletet és -gyakorlatot, sajtónyelvet, egyházi sajtót, kreatív írást tanított. Sajtó-önképzőkört vezetett a Kollégium gimnáziumában és általános iskolájában.
Dolgozott a Tiszántúli Református Egyházkerület kiadványai (köztük a Református Tiszántúl), valamint hittudományi egyetemi folyóiratok (Mediárium, Studia Theologica Debrecinensis) olvasószerkesztőjeként, anyanyelvi lektoraként. A Debreceni Református Kollégiumban tárlatvezetéseket tartott.
Lektora volt a 2000 és 2011 között fennállt Debrecen hetilapnak ("a város lapjá"-nak) és a 2007–2010 között megjelent Hajdú-Bihari Hétnek, s anyanyelvi lektora a 2003-tól 2010-ig kiadott Debreceni Disputa c. folyóiratnak.
1991-től lát el érettségi elnöki feladatokat. 1989 óta több száz képzőművészeti kiállítást nyitott meg, elsősorban Debrecenben és Hajdú-Bihar megye más városaiban, településein, s mondott tárlatnyitó beszédet más helyszínek között a fővárosban is.
Öröklés jogán 1995-ben vált tagjává a Vitézi Rendnek – érdemszerző őse anyai nagyapja, vitéz Bakos István, a m. kir. 2. hadsereg „Görgey Arthúr” 13. honvéd gyalogezrede katonájaként, a keleti hadszíntéren halt hősi halált, 1942-ben, öt kislánya maradt félárván.
Szülei: Arany Lajos és Bakos Piroska, Eötvös József-díjas pedagógusok, mindketten Varbóc díszpolgárai.
Házas, felesége Arany-Harmati Edina szociológus, újságíró, a Debreceni Egyetem Klinikai Központ minőségirányítási munkatársa; 2017-ben született gyermekük, Arany Bence Benedek.   

## Díjak, kitüntetések
- Honvédelemért Kitüntető Cím (1994) – a Magyar Köztársaság honvédelmi miniszterétől
- Boromisza Tibor-emlékérem (1996) – „a Hortobágyi Alkotótáborért kifejtett eredményes tevékenységéért”, e nemzetközi képzőművészeti alkotótábor kuratóriumától s a művésztelep fenntartójától, a Cívis Rt.-től
- Az Év Újságírója – a szabad magyar sajtó napja alkalmából (2000. március 15.; Hajdú-Bihari Napló) – az Inform Stúdió kollektívájától
- Horthy Miklós Ezüst Emlékérem (2000) – „a magyarságért végzett kiemelkedő érdemei elismeréséül”, a – nemzetközi lovagrendek sorába tartozó – Vitézi Rend főkapitányától
- Holló László-díj (2008) – „kiemelkedő irodalmi és művészeti tevékenységéért” – a Holló László-díj  kuratóriumától; átadta: dr. Ujváry Zoltán professor emeritus, a kuratórium elnöke
- Jókai-díj (2017) – a budapesti székhelyű Falvak Kultúrájáért Alapítvány Jókai Emlékbizottsága és a révkomáromi Jókai Közművelődési és Múzeum Egyesület által alapított nemzetközi irodalmi elismerés; átadta: Nick Ferenc, a Falvak Kultúrájáért Alapítvány kuratóriumának elnöke, a Magyar Kultúra Lovagrendjének alapító elnöke.[3]
- Brassai művészeti díj (2019) – „Debrecen város és Hajdú-Bihar megye művészeti–kulturális életében betöltött meghatározó, értékteremtő munkájáért, a képzőművészeti kultúrát támogató, a művészeti újságírás területén végzett fáradhatatlan tevékenységéért” – a díj kuratóriumától. Átadta: Komiszár János Csokonai-díjas festőművész, művészeti író, a kuratórium elnöke

## Könyvek, önálló kiadványok
- Ihlet a rónán. A Hortobágyi Alkotótábor. Debrecen, 1996, Cívis Hotel és Gasztronómia Rt.
- A hírtől a tárcáig. Sajtóműfaj-elmélet. Debrecen, 2001, KFRTKF – Kölcsey Kommunikációs Könyvtár
- Telekes Béla és korai szerelmi költészete. Perkupa, 2002, Galyasági Füzetek 7.
- Sajtónyelvőr. Debrecen, 2005, KFRTKF – Kölcsey Kommunikációs Könyvtár
- Toronyőrök – Publicisztikai antológia I., II., Debrecen, 2006, 2007, KFRTKF – Kölcsey Kommunikációs Könyvtár
- Szent hír és szabad vélemény. Sajtóműfaj-elmélet, Debrecen, 2010 (2., átdolgozott kiadás), KFRTKF – Kölcsey Kommunikációs Könyvtár
- Komiszár János festményeiről, Debrecen, 2019

## Publikációk könyvekben, társszerzőként
- Hajdú-Bihar megye jelentősebb műemlékei.  In: Magyarország megyei kézikönyvei 8.: Hajdú-Bihar megye kézikönyve. Debrecen, 1998, Csiszér Bt.- Ceba Kiadó
- Arany Lajos – Erdei Sándor – Vitéz Ferenc – Vida Lajos: Komiszár János grafikai munkássága, Suliszervíz Oktatási és Szakértői Iroda, 2011, Debrecen
- Esszéportré Áprily Lajosról, Kodolányi Jánosról, Reményik Sándorról, Szabó Dezsőről, Szász Károlyról és Wass Albertről a Protestáns hősök c. könyvsorozat 2. kötetében. Press-Pannonica-Media, Budapest, 2017
- Esszéportré Fodor Andrásról, Horváth Jánosról és Jékely Zoltánról a Protestáns hősök c. könyvsorozat 3. kötetében. Press-Pannonica-Media, Euro Press Media, Budapest, 2018
- Angyalné Volant Vivien – Arany Lajos: Irodalom (tankönyv a középiskolák 12. évfolyama részére), Oktatási Hivatal, Budapest, 2023

## Fontosabb esszétanulmányok, elemző cikkek
- Vallomásos természetdal, gazdag asszociációs mezővel. Kalász László Anyámnak kontya van című versének értelmezése. Új Hegyvidék c. folyóirat, 2007. 3–4. sz.: ősz–tél (26-45. oldal) - http://epa.oszk.hu/01400/01469/00003/pdf/, illetve az esszétanulmány bővített változata: Stádium c. lap, 2012. 2. sz. http://epa.oszk.hu/02300/02342/00002/pdf/EPA02342_stadium_2012_02.pdf
- Rossz divatok a mai média nyelvében. Amikor az újság „tárlat a szépséghibákból”. Mediárium 1. évf. 1. sz. (2007. tél)
- Léptek a klasszikus komolysajtó gondolat- és érzelembirodalmában. Mediárium 1. évf. 2. sz. (2007. tavasz)- http://www.epa.oszk.hu/01500/01515/00001/pdf/arany.pdf
- Divatszavak, amelyek „kiverik a biztosítékot”; Eltévedt szavak, terpeszkedő kifejezések. Rendellenességek a média nyelvhasználatában I., II. – Debreceni Disputa, 2010. 7–8. sz. , 9.
- Metafora-kincstárnok és eleváció-magiszter. [Szentkuthy Miklósról]. Prae irodalmi folyóirat 2008/4. - http://www.prae.hu/prae/content/journals/Prae_36_szentkuthy.pdf, illetve: http://www.prae.hu/article/1646-metafora-kincstarnok-es-elevacio-magiszter/
- „Mit gondolsz, segíthetünk még?” Márai Sándor a sajtóról, I. – Mediárium, 2010. 1–4. sz. - http://epa.oszk.hu/01500/01515/00007/pdf/EPA01515_Mediarium_2010_1-4_107-121.pdf
- A hatodik érzék. Márai Sándor a sajtóról, II. – Mediárium, 2011. 1–2. sz. - http://epa.oszk.hu/01500/01515/00008/pdf/EPA01515_Mediarium_2011_1-2_071-086.pdf
- Szürke szavak szériája. Megértést is veszélyeztető anyanyelvhasználat a médiában. Mediárium, 2011. 3. sz. – http://epa.oszk.hu/01500/01515/00009/pdf/EPA01515_Mediarium_2011_3_14-24.pdf
- Líraközéppontú műnem-integráció, több műfajúság és kifejezőerő (Juhász Ferenc: A Pegazus istállói). Mediárium, 2012. 1–2. sz. – http://epa.oszk.hu/01500/01515/00011/pdf/EPA01515_mediarium_2012_1-2_100-106.pdf - Továbbá: Stádium, 2016. 6. sz. (2–6. oldal) – http://epa.oszk.hu/02300/02342/00018/pdf/EPA02342_stadium_2014_06.pdf
- „Mit ér ma már az inkáknak és az aztékoknak az, hogy az egész világ tud róluk?" Wass Albert publicisztikájának retorikájából: hatásos szövegzárások. Szókimondó c. folyóirat, 2013. január. Továbbá: Stádium c. folyóirat, 2014. 5. sz. (8-9. oldal) - http://epa.oszk.hu/02300/02342/00017/pdf/EPA02342_stadium_2014_05.pdf
- Ugató csalogányok, röfögő pacsirták [Szabó Dezsőről, anyanyelvünk művészéről]. Stádium, 2013. 8. sz. (1–2. oldal) – http://epa.oszk.hu/02300/02342/00012/pdf/EPA02342_stadium_2013_08.pdf
- Királyfi-anyanyelvünk. Közelítés Krúdy Gyula Felhők c. tárcájához. Mediárium, 2013. 3–4. sz. – http://epa.oszk.hu/01500/01515/00013/pdf/EPA01515_mediarium_2013_3-4_068-087.pdf -  http://www.naputonline.hu/2024/07/08/61126/
- A mindennapok ünnepe. Ady velencei tárcája mint a műfaj reprezentatív példája. Stádium, 2014. 2. sz. (4–5. oldal) –http://epa.oszk.hu/02300/02342/00014/pdf/EPA02342_stadium_2014_02.pdf (Korábban: Néző•Pont 50. kötet, 2013. április http://epa.oszk.hu/02100/02183/00036/pdf/EPA02183_Nezo_Pont_50_2013_aprilis.pdf )
- Aki féltőn óvta a teremtett világ épségét és szépségét. Herczeg Ferenc parabolisztikus tárcaesszéjéről. Mediárium, 2014. 1–2. sz. http://epa.oszk.hu/01500/01515/00014/pdf/EPA01515_mediarium_2014_1-2_005-022.pdf
- Elvágyódás és exodus [Esszétanulmány Jókai Mór művészetéről]. Stádium folyóirat, 2015. 1. szám (5–10. oldal) –http://epa.oszk.hu/02300/02342/00020/pdf/EPA02342_stadium_2015_01.pdf és 2. szám (2-6. oldal) –http://epa.oszk.hu/02300/02342/00021/pdf/EPA02342_stadium_2015_02.pdf
- "Édes lehetetlenség". Szemelgetés Szentkuthy Miklós szerelmi aforisztikájából. Néző•Pont 75. kötet, 2016. december (528-545. oldal) –http://epa.oszk.hu/02100/02183/00055/pdf/EPA02183_nezo_pont_2016_75.pdf
- A Szentkuthy-aforisztika. Mediárium, 2016. 2-3. - https://derep-k.drhe.hu/9/1/mediarium_2016_2_3.pdf Archiválva 2019. május 3-i dátummal a Wayback Machine-ben (99-127.oldal)
- A Szerelem megőrzésének reménye és bizonytalansága. A századutó atmoszférájának allegorikus metaforája: Jókai Sárga rózsájának veszélyeztetett idillje. Mediárium, 2017. 2–3. sz. - http://www.naputonline.hu/2024/05/28/arany-lajos-a-szerelem-megorzesenek-remenye-es-bizonytalansaga/
- „Jókai regényei: mindenki története Magyarországon”. Stádium, 2018. 1. sz. – http://epa.oszk.hu/02300/02342/00031/pdf/EPA02342_stadium_2018_01.pdf
- A művészetbölcselő Márai (Citátumok esztétikai, irodalomelméleti aforisztikájából). Néző•Pont 100. kötet, 2020. június 4. (209–234. oldal) - https://epa.oszk.hu/02100/02183/00072/pdf/EPA02183_nezo_pont_2020_100.pdf
- Irodalombölcseleti tételek Németh László „gondolatbányájából”. Néző•Pont 105. kötet, 2021. június (170–175. oldal) https://epa.oszk.hu/02100/02183/00077/pdf/EPA02183_nezo_pont_2021_105.pdf
- „Egy gondolat ereje nem az, amit mond, hanem amit ad”. Tételek a 120 éve született Németh László irodalombölcseleti aforisztikájából. Mediárium, 2021. 1–2. sz.https://epa.oszk.hu/01500/01515/00025/pdf/EPA01515_mediarium_2021_01-02.pdf
- A toronyépítő (Kodolányi Jánosról) - http://www.naputonline.hu/2024/03/19/arany-lajos-a-toronyepito/ - 2024
- Aki féltőn óvta a teremtett világ épségét és szépségét. Herczeg Ferenc Fekete szüret a Badacsonyon című parabolikus tárcaesszéjéről (a 2014-es írás bővített változata) - http://www.naputonline.hu/2024/08/17/arany-lajos-aki-felton-ovta-a-teremtett-vilag-epseget-es-szepseget/ - 2024
- Vallomásos természeti dal, gazdag asszociációs mezővel. Kalász László Anyámnak kontya van című versének értelmezése (a korábbi írás bővített, átdolgozott változata) - http://www.naputonline.hu/2024/10/06/arany-lajos-vallomasos-termeszeti-dal-gazdag-asszociacios-mezovel/ - 2024
- Távoli jelenségeket egységbe ölelő szavak (Minta a Szentkuthy-aforisztikából; a korábbi gyűjtemény bővített változata) - http://www.naputonline.hu/2025/01/22/tavoli-jelensegeket-egysegbe-olelo-szavak-minta-a-szentkuthy-aforisztikabol/  - 2025
- A rejtélyes szívdobogás. Márai a sajtóról (I.): az újságírás lényegéről, értelméről, felelősségéről, „hatalmáról” - http://www.naputonline.hu/2025/04/11/arany-lajos-a-rejtelyes-szivdobogas-1-resz/
- Zsurnalizmus a széppróza rangján. Márai a sajtóról (II.): újságírás és irodalom viszonyáról, publicista példaképekről, műfajokról - http://www.naputonline.hu/2025/04/23/arany-lajos-zsurnalizmus-a-szepproza-rangjan-marai-tanulmany-2-resz/

## Könyvek, amelyeknek olvasószerkesztését, anyanyelvi lektorálását végezte
- Vitéz Ferenc: „Az ország gazdája”. Móricz Zsigmond, az újságíró. Kölcsey Ferenc Református Tanítóképző Főiskola, Debrecen, 2006
- Komiszár János: Délibáb színei [képzőművészeti interjúportrék]. Cívis Hotels Zrt., Debrecen, 2007
- Vitéz Ferenc: Egy humanista értékrend nyomában. Néhány új szempont Radnóti Miklós publicisztikájának értelmezéséhez. Néző●Pont, Debrecen, 2009
- „Krisztusért járva követségben...”. Teológia, igehirdetés, egyházkormányzás. Tanulmánykötet a 60 éves Bölcskei Gusztáv születésnapjára. Szerk.: Fazakas Sándor, Ferencz Árpád. Debreceni Református Hittudományi Egyetem, Debrecen, 2012
- Czakó Gábor: A szabir titok – anyanyelvi és történelmi esszék. Cz. Simon Bt., Budapest, 2013
- Debrecen egészségének szolgálatában – 1981-2013. Az Egészségügyi Járóbeteg Központ története. Debrecen, 2013 [Emlékkönyv]
- Dalmi Sándor: Csak ülök és mesél(n)ek [15 interjúportré]. Utószó: Pindroch Tamás. Debrecen, 2013
- Dr. Kardos László – Tiszai Zsuzsa: Járjunk egy szép táncot! Az Európa-díjjal kitüntetett Debreceni Hajdú Táncegyüttes 60 éve. Hajdú Táncegyüttesért Közhasznú Alapítvány, Debrecen, 2013
- Czakó Gábor: Juliánusz barát ajándéka. Cz. Simon Bt., Budapest, 2014
- Baráth Béla Levente: „Földbegyökerezés és égbe fogózás...”: a Tiszántúli Református Egyházkerület története Baltazár Dezső püspöki tevékenységének tükrében, 1911–1920. Hernád Kiadó, Sárospatak, 2014
- Hittel és humorral – tanulmánykötet Hörcsik Richárd professzor 60. születésnapja alkalmából. Szerk.: Baráth Béla Levente. Debreceni Református Hittudományi Egyetem, Debrecen, 2015
- Dalmi Sándor: Lenyomat az utókornak. Beszélgetések hitről, hazáról, hovatartozásról. Utószó: Szentesi Zöldi László és Vitéz Ferenc. Debrecen, 2015
- Fazekas István: A megvádolt. Történelmi dráma három felvonásban. Cédrus Művészeti Alapítvány – Napkút Kiadó, Budapest, 2015
- Mohácsi Márta: Az oktatás- és tudásmenedzsment dimenziói az Európa 2020 stratégia prioritásainak tükrében. Debreceni Egyetemi Kiadó, Debrecen, 2016
- Lajtos Nóra: Példázat és etika (Sánta Ferenc rövidprózája). Magyar Napló Kiadó, Budapest, 2018
- Petrőczi Éva: Ida és Gyula. Dédszüleim története. Katica-Könyv-Műhely, Budapest, 2019
- Fényes Hajnalka – Mohácsi Márta: Munkaerőpiac és emberi tőke. Elmélet és gyakorlat. Debreceni Egyetemi Kiadó, Debrecen, 2019
- Illés Krisztina: Lepketánc, 1–3. kötet: Zoé könyve, Múltban vagy jövőben, Krisztina könyve. Papirusz Book Kiadó, Budapest, 2020, 2020, 2021
- Illés Krisztina: ... a Dög. Egy döntés hálójában. Papirusz Book Kiadó, Budapest, 2023
- Csák Helga: Utolsó utca, utolsó ház. BDR Média Kft., 2024